# Orchestre philharmonique de Marseille
L’Orchestre philharmonique de Marseille fait suite en 1981 à l'Orchestre de l'Opéra de Marseille, fondé à la dissolution de l'Orchestre régional de l'ORTF en 1965 ; il  bénéficie du soutien de la Ville de Marseille et se développe avec une formation de haut niveau.

## Formation

### Événements  particuliers
En 2015 l'Orchestre symphonique de Marseille fête ses 50 ans.
La tournée d'été 2018 est marquée par sa participation au Concertgebouw d'Amsterdam et au festival international de piano de La Roque-d'Anthéron.

### Chefs d'orchestre successifs
Des chefs réputés ont conduit l'orchestre, tels que Lawrence Foster, Paolo Arrivabeni, Serge Baudo, Oleg Caetani, Jean-Claude Casadesus, Michiyoshi Inoue, Armin Jordan, Daniel Klajner, Pavel Kogan, Tania León, Kenneth Montgomery, Tamás Vető, Evelino Pidò, Friedrich Pleyer, Nello Santi, Emmanuel Villaume, Louis Langrée, Mark Shanahan, Michael Schønwandt, Pinchas Steinberg, Nader Abbassi (de), Jonathan Webb, Luciano Acocella, C. Simone, Theodor Guschlbauer, Klaus Weise,…
Pour accompagner des solistes de renommée internationale tels que Roberto Alagna, Patrizia Ciofi, Angela Gheorghiu, Anna Caterina Antonacci, Mariella Devia, Ludovic Tézier, Olga Borodina, Mireille Delunsch, Natalie Dessay, J. Amoyal, Nicholas Angelich, Maurice Bourgue, Frank Braley, Renaud et Gautier Capuçon, Jean-Philippe Collard, Michel Dalberto, Albert Dohmen, François-René Duchâble, Brigitte Engerer, David Guerrier, Jonathan Gilad, Yossif Ivanov, Sergey Khachatryan, Laurent Korcia, Michel Portal, Abdel Rahman El Bacha, Violeta Urmana, José van Dam, Dolora Zajick (en), Paul Meyer, Jean-Claude Pennetier, Jean-Philippe Collard, Bertrand Chamayou, Cyprien Katsaris, Nemanja Radulović, Mikhail Rudy, Arabella Steinbacher…

### Collaborations
L'orchestre travaille avec d’autres théâtres et festivals et participe notamment à des enregistrements avec L. Schifrin, DD. Bridgewater, J. Migenes, au Requiem pour la paix et Les fanfares liturgiques de H.Tomasi ; à différentes captations télévisuelles telles que Christophe Colomb de D. Milhaud, Marius et Fanny de Vladimir Cosma avec R. Alagna et A. Georghiu ; Le Cid de J. Massenet avec R. Alagna et B. Uria-Monzon, à des retransmissions audio avec France Musique : Colombe de J.M Damase, L'Aiglon de A. Honneger et J. Ibert ; La Chartreuse de Parme de H. Sauguet avec N. Manfrino et S. Gueze, Cléopâtre de J. Massenet, La Straniera de V. Bellini avec P. Ciofi, L. Tezier, K. Deshayes, Les Troyens de H. Berlioz avec R. Alagna et B. Uria-Monzon...

## Équipe
L'équipe comprend 88 musiciens.

### Directeur musical
- Lawrence Foster est nommé en septembre 2012[5].

Pour la saison 2019-2020, il a programmé douze concerts symphoniques.

### Cheffe d'orchestre assistante
- Clelia Cafiero, pianiste et cheffe d'orchestre[7].

## Discographie
L'orchestre a enregistré pour divers labels discographiques, notamment Pentatone Classics, Aleph Records, Lyrinx et Cybelia.
Concertos
- Martinů, Double concertos : Concerto pour deux pianos, H. 292 - Mari Kodama et Momo Kodama, pianos ; Orchestre philharmonique de Marseille, dir. Lawrence Foster (20-30 juin 2017, SACD Pentatone) (OCLC 1040685888)

Vocale et opéras
- Marius Constant, Des droits de l'homme : oratorio dramatique - Alain Cuny, récitant ; Marie Atger, soprano ; Élisabeth Chojnacka, clavecin ; Chœurs Vincent d'Indy, Chœurs de l'Opéra et Orchestre philharmonique de Marseille, dir. Marius Constant (30 juin 1989, Cybelia) (OCLC 24557469)
- Verdi, Simone Boccanegra - José van Dam, baryton (Simon Boccanegra) ; Daniela Longhi, soprano (Amelia Boccanegra) ; Alberto Cupido, ténor (Gabriele Adorno) ; dir. Michelangelo Veltri (1995, Lyrinx)
- Henri Tomasi, Requiem pour la paix, à tous les martyrs de la résistance et ̀a tous ceux qui sont morts pour la France - Marie-Paule Lavogez, soprano ; Jacqueline Mayeur, mezzo-soprano ; Michel Pastor, ténor ; Didier Henry, baryton ; Orchestre philharmonique de Marseille, dir. Michel Piquemal (8-10 juillet 1996, Marco Polo / Naxos) (OCLC 775656527)
- A certain slant of light, mélodies sur des poèmes d'Emily Dickinson (Aaron Copland, Jake Heggie, Gordon Getty et Michael Tilson Thomas) - Lisa Delan, soprano ; Orchestre philharmonique de Marseille, dir. Lawrence Foster (juin/juillet 2017, SACD Pentatone) (OCLC 1036334620)
- Mephistopheles and other bad guys : airs d'opéras - Kevin Short, basse ; Orchestre philharmonique de Marseille, dir. Lawrence Foster (2018, Pentatone) (OCLC 1048888037)